# المعارضة العلمية للداروينية
المعارضة العلمية للداروينية عبارة عن بيان معارض للداروينية أطلقه معهد دسكفري سنة 2001، يشير إلى إعادة النظر في نظرية التطور لأنها لا تستند إلى الدعم العلمي.
سنة 2007، وصل عدد التوقيعات إلى 700 عالم بيولوجي.